# Ferenc Deák (Fußballspieler)

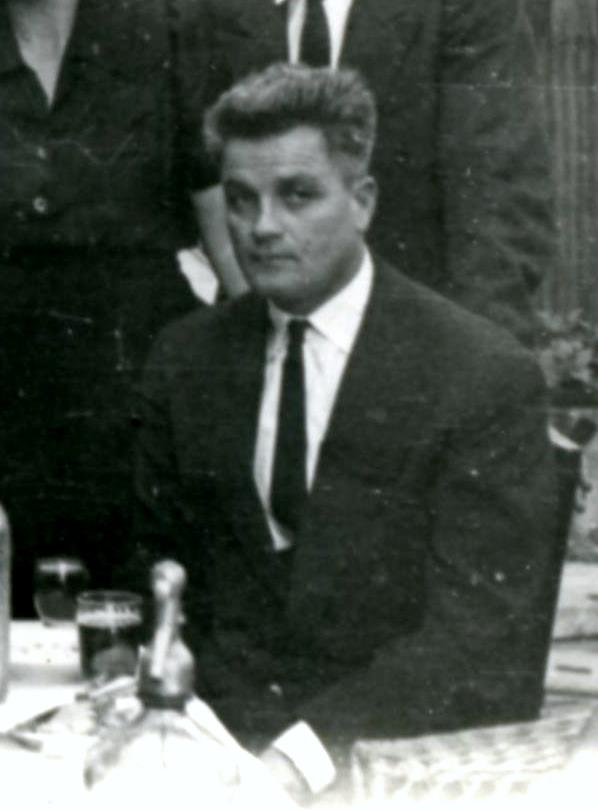
Ferenc Deák

Ferenc Deák (* 16. Januar 1922 in Budapest; † 18. April 1998) war ein ungarischer Fußballspieler.

## Laufbahn
Deák begann seine Karriere beim Szentlőrinci AC, für den er von 1935 bis 1947 spielte. In der Saison 1945/46 konnte er in 34 Ligaspielen 66 Saisontore für den Szentlörinci AC erzielen und hält damit bis heute den Rekord für die meisten Saisontore in einer europäischen Liga. In der Saison 1946/47 wurde er wieder Torschützenkönig, dieses Mal mit 48 Treffern. Anschließend wechselte er zu Ferencváros Budapest, für die er bis 1950 gespielt hat. Dort erzielte er gleich in seinem ersten Jahr 41 Tore.
In seinem zweiten Jahr bei Ferencváros Budapest, 1948/49, wurde er dann mit 59 Toren zum dritten Mal Torschützenkönig und er konnte mit dem Verein die Meisterschaft gewinnen. 1950 wechselte er dann schließlich zu Újpest Budapest, bei denen er bis 1954 spielte. Während seiner Karriere bestritt er insgesamt 238 Ligaspiele (1. Division) in denen er 305 Tore schoss. Ab 1955 ließ er seine Karriere in der 2. Division bei Spartacus Budapest, Egyetértés Budapest und schließlich 1958 bei Siófok ausklingen.
Zwischen 1946 und 1949 spielte er zwanzigmal für die ungarische Nationalmannschaft und konnte dabei 29 Tore erzielen. Sein Debüt im Nationalteam hatte er am 6. Oktober 1946 beim Länderspiel in Budapest gegen Österreich, als er sich beim 2:0-Erfolg an der Seite von Gyula Zsengellér und Ferenc Puskás als zweifacher Torschütze auszeichnen konnte. Er gehörte dem ungarischen Spieleraufgebot an, das den Europapokal der Fußball-Nationalmannschaften 1948 bis 1953 gewann. Mit dem 5:0-Erfolg am 20. November 1949 in Budapest gegen Schweden – Torschützen waren Sándor Kocsis (3), Puskás und Deák – beendete er seine Nationalmannschaftslaufbahn.